# 이주호 (가수)
이주호(李柱浩, 1956년 8월 17일 ~ )은 대한민국의 싱어송라이터이다.

## 생애
그는 대한민국의 포크 팝 가수, 작사가, 작곡가, 편곡가로 포크 팝 보컬 음악 그룹 "해바라기"의 리더이다. 1977년 혼성 4인조 포크 팝 보컬 음악 그룹 "해바라기"의 보컬리스트로 첫 데뷔하였고 그 후 1981년 솔로 가수로 데뷔하였으며 이어 같은 해 포크 팝 보컬 음악 그룹 "유리박"의 보컬리스트 겸 기타리스트로 활동하였으며 1982년 남성 2인조 포크 팝 보컬 음악 그룹 "해바라기"를 결성하여 리더로 활동, 현재에까지 이르고 있다.

## 가족 관계
- 아들은 R&B 힙합 가수 이상이다.

## 인간 관계
- 가수 이정선, 엄인호, 이광조와 절친한 친구 관계이다.

## 학력
- 명지실업전문대학 전자계산학과 전문학사